# Ашекс ан Виме
Ашекс ан Виме (фр. Acheux-en-Vimeu) насеље је и општина у североисточној Француској у региону Пикардија, у департману Сома која припада префектури Абевил.
По подацима из 2011. године у општини је живело 524 становника, а густина насељености је износила 42,5 становника/km². Општина се простире на површини од 12,33 km². Налази се на средњој надморској висини од 92 метара (максималној 111 m, а минималној 38 m).

## Демографија
| 1962. | 1968. | 1975. | 1982. | 1990. | 1999. | 2011. |
| ----- | ----- | ----- | ----- | ----- | ----- | ----- |
| 579   | 543   | 538   | 537   | 527   | 503   | 524   |

График промене броја становника у току последњих година